# Bernhard Hayd
Bernhard Hayd (* 18. August 1807; † 9. März 1865) war ein deutscher Politiker und bayerischer Bürgermeister.

## Leben
Hayd war von Beruf Apotheker. Von 1837 bis 1847 und noch einmal 1852 war er Bürgermeister des oberbayerischen Marktes Bruck.